# Johann Schiplitz
Johann Schiplitz (auch Johann Scheplitz) war Propst von Cölln und Berlin zwischen 1500 und 1502.

## Leben
Der Vorgänger Simon Matthiae wurde 1498 letztmals im Amt erwähnt. Johann Scheplitz war 1500 Propst von Cölln und damit auch für Berlin, als er sich mit dem Cöllner Bürgermeister Michael Fritze über den Bau eines Wohnhauses für zwei neue Priester auf dem Gelände des Pfarrgrundstücks von St. Petri einigte.
1502 erschien die lateinische Übersetzung eines Textes von Johann Geiler von Kaysersberg durch Johannes Schiplitz bei Tretter in Frankfurt/Oder.
Weitere Angaben zu seiner Person sind nicht bekannt. Von dem Nachfolger Dietrich von der Schulenburg ist erste Erwähnung als Propst von 1509 erhalten.